# Толкованије
Толкованије представља посебан жанр византијске и српске књижевности, а предмет му је Свето писмо. 
Главни смисао толкованија је да поучи, и тумачи садржај библијских текстова. Због тога оно има све стилске одлике реторског састава. У средњем веку су веома била популарна тумачења и беседе Јована Златоустог на разне библијске књиге, тумачења охридског архиепископа Теофилакта јеванђеља по Матеју, Марку, Луки и Јовану. 
Атанасије Александријски тумачио је Псалтир, а Теодорит Кирски је дао тумачење Песме над песмама. Тумачила су се и дела појединих црквених отаца и византијских писаца - Григорија Богослова, Дионисија Ареопагита и др. Могле су се тумачити и поједине молитве или неки стихови издвојени из већих литургијских целина. 
Толкованије у ужем смислу има за циљ да разјасни смисао одређених места у тексту, најчешће филозофско-рефлексивног карактера. Тумачења су се преводила на старословенски језик. Странице рукописа који садрже дела са тумачењима обликоване су тако да се већ на први поглед јасно уочи о каквом је тексту реч; основни текст је обично исписиван крупнијим словима, а за тумачење се остављао посебан простор. 
У српском рукописном наслеђу тумачења мо-у постојати као засебне целине, а могу бити и саставни део неког обимнијег зборника. Тако је нпр. сачуван већи број рукописа:
Тумачењем Апокалипсе Андрије Кесаријског (Пљевља, манастир Св. тројица, бр. 46, прва четврт. XV века; Пећ 99, последња четврт. XVI века; Београд, Музеј СПЦ 325, XVII век). 
У рукопису Дечани 91 (крај XIV - поч. XV века) сачувано је Тумачење књиге о Јову. 
Тумачења старозаветних и новозаветних књига чији је аутор Јован Златоусти сачувана су у великом броју преписа: 
Музеј СПЦ/Грујић 222 (Тумачење дела апостолских и саборних посланица, трећа четврт. XVI века), 
Дечани 83 (Тумачење Књиге постања, друга четврт. XV века), 
Музеј СПЦ 100/ Крушедол Ж V 74 (Тумачење Матејевог јеванђеља, XV век). 
Матејево јеванђеље тумачио је и охридски архиепископ Теофилакт; рукописи: Дечани 22 (прва тре-ћина XV века), Савина 18 (почетак XV века). 
У хиландарски рукопис бр. 391 (крај XIV века) укључена су и Јованова и Теофилактова тумачења. Тумачење псалтира Атанасија Великог много се читало у средњем веку, о чему сведочи већи број сачуваних српских рукописа, и то почињући од XV века: Дечани 50 и 51, Савина 17, Хиландар 116 и 117. 